# Halysidota antiphola
Halysidota antiphola là một loài bướm đêm thuộc phân họ Arctiinae, họ Erebidae.